# Bryconamericus tenuis
Bryconamericus tenuis är en fiskart som beskrevs av Bizerril och Auraujo 1992. Bryconamericus tenuis ingår i släktet Bryconamericus och familjen Characidae. Inga underarter finns listade.